# جيغمي سينغي وانغشوك
جيغمي سينغي وانغشوك هو الملك الرابع لمملكة بوتان.
ولد في 11 نوفمبر 1955م؛ حكم مملكة بوتان في الفترة من 1972م إلى 2006م.

## روابط خارجية
- جيغمي سينغي وانغشوك على موقع الموسوعة البريطانية (الإنجليزية)
- جيغمي سينغي وانغشوك على موقع مونزينجر (الألمانية)
- جيغمي سينغي وانغشوك على موقع إن إن دي بي (الإنجليزية)